# مرلاوا
مرلاوا (به لاتین: Merelava) یک جزیره در وانواتو است که در Torba واقع شده‌است. مرلاوا ۶۵۰ نفر جمعیت دارد.